# Xanthichthys
Xanthichthys là một chi cá biển thuộc họ Cá bò da. Chi này được lập ra vào năm 1856 bởi Kaup.

## Từ nguyên
Từ định danh xanthichthys có lẽ được ghép bởi hai âm tiết trong tiếng Hy Lạp cổ đại: xanthós (ξανθός; "màu vàng") và ikhthū́s (ξανθός; "cá"), nhưng không rõ hàm ý.

## Các loài
Có tất cả 7 loài được ghi nhận trong chi này:
- Xanthichthys auromarginatus (Bennett, 1832)
- Xanthichthys caeruleolineatus Randall, Matsuura & Zama, 1978
- Xanthichthys greenei Pyle & Earle, 2013[5]
- Xanthichthys lima (Bennett, 1832)
- Xanthichthys lineopunctatus (Hollard, 1854)
- Xanthichthys mento (Jordan & Gilbert, 1882)
- Xanthichthys ringens (Linnaeus, 1758)

## Phân bố
Ngoại trừ X. ringens được phân bố ở Tây Đại Tây Dương, tất cả các loài còn lại có phân bố trải rộng khắp khu vực Ấn Độ Dương - Thái Bình Dương, riêng X. mento còn xuất hiện ở cả Đông Thái Bình Dương.